# Kościół św. Michała Archanioła w Czernicy
Kościół św. Michała Archanioła w Czernicy – zabytkowy kościół w miejscowości Czernica (powiat karkonoski).
Kościół parafialny z XIV w. przebudowywany do XIX w. Obok świątyni nieczynny cmentarz oraz ogrodzenie z bramą. Wewnątrz m.in. kamienna chrzcielnica z herbami szlacheckimi (od lewej) von: Hochberg, Lest,  Axleben Magnus,  Stosch.

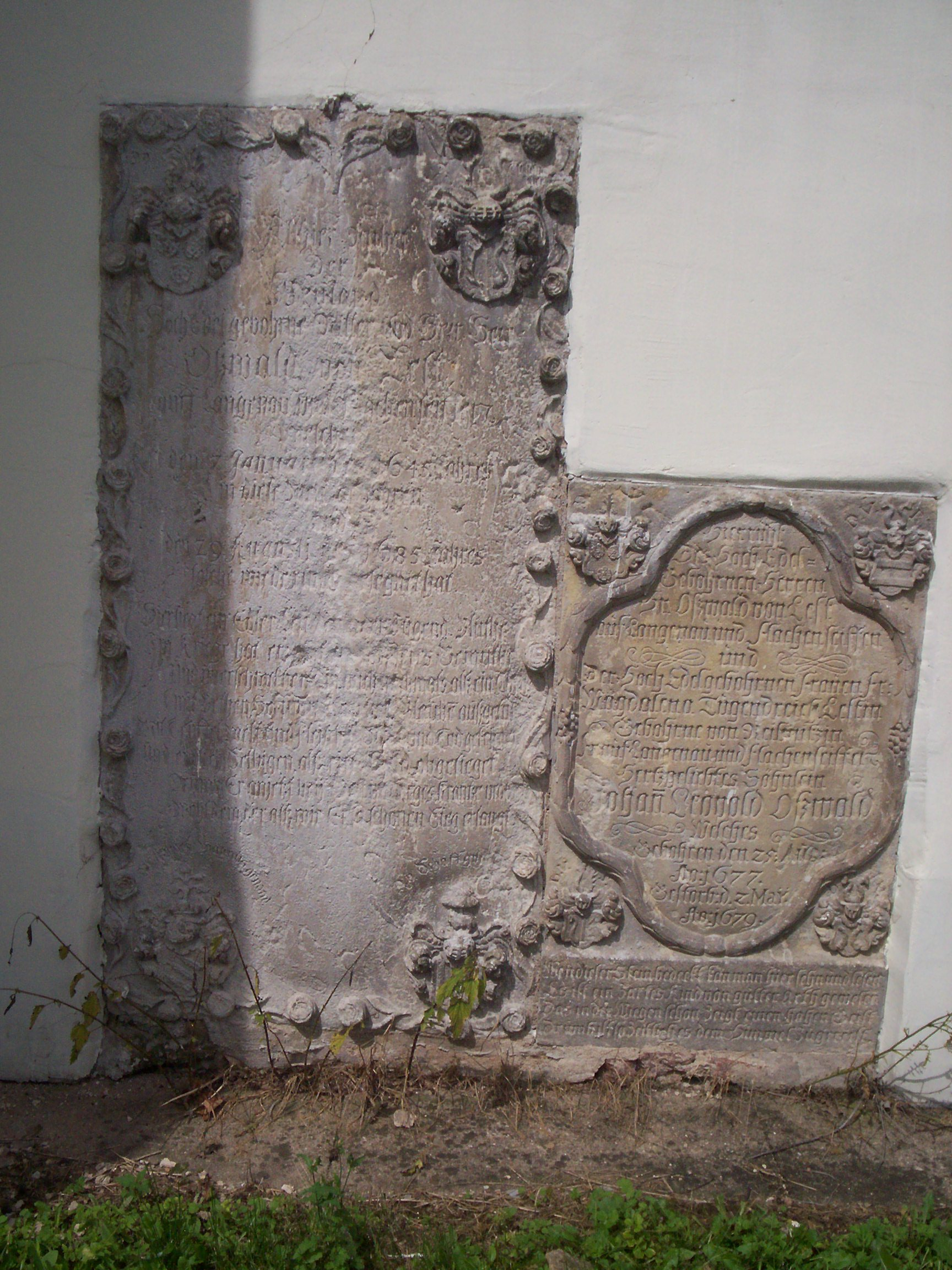
Epitafia
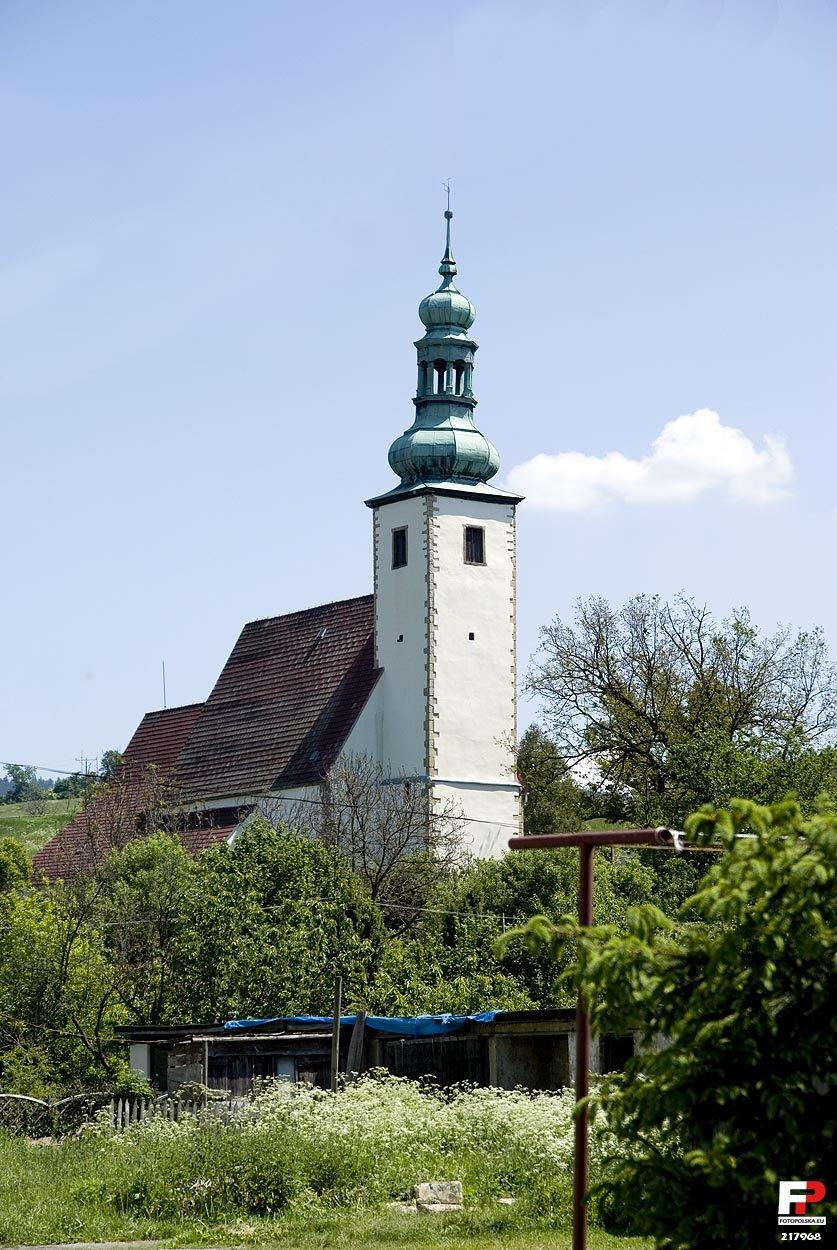
Wieża
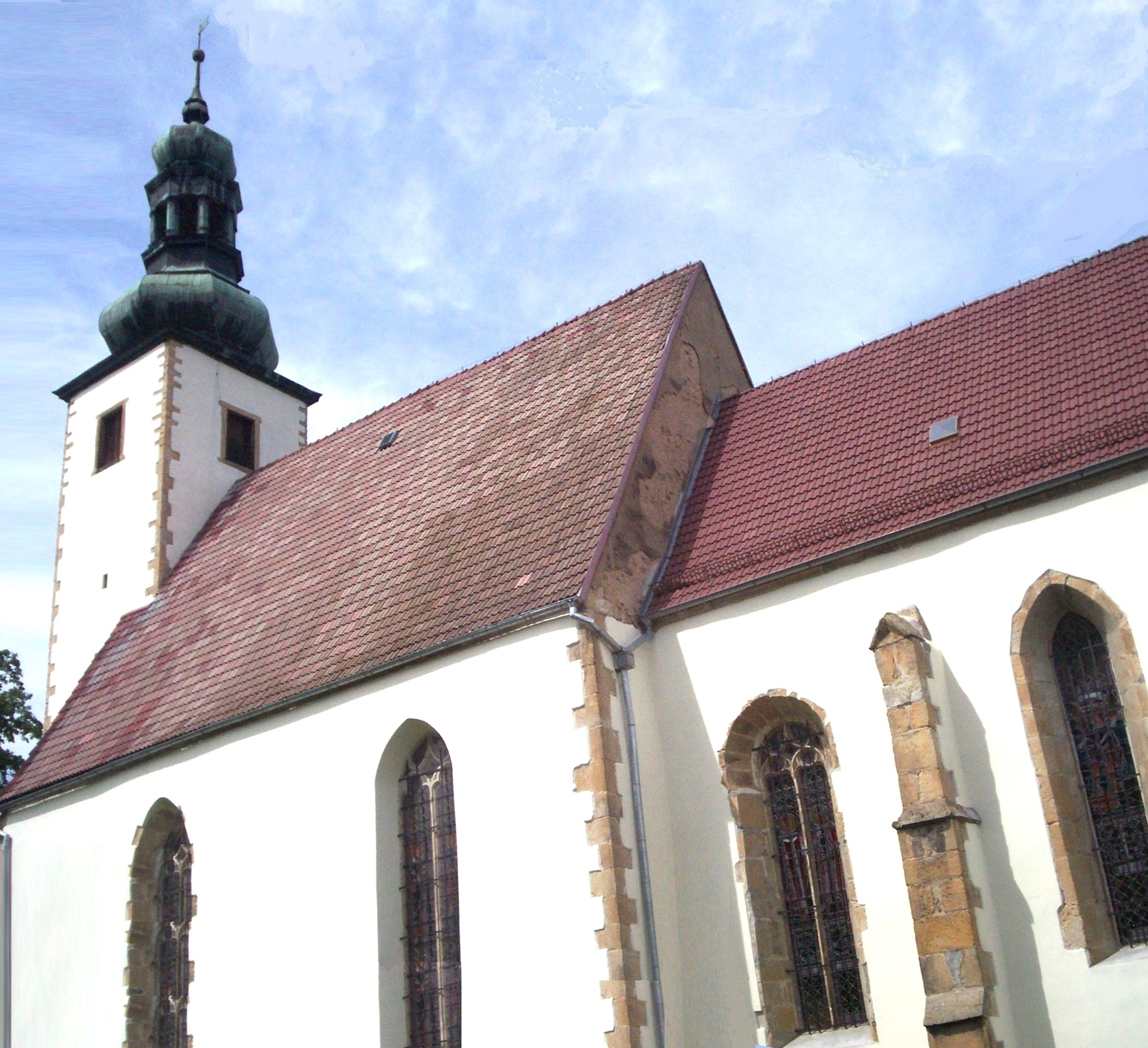

Na murach kościoła znajdują się epitafia: kaplicy obok kruchty z początku XVII w.; na murze zewnętrz barokowe; w prezbiterium renesansowe nagrobki rycerskie. Płyty m.in.:
- Melchera von Loebena (zm. 1561)[6] z herbami, od lewej, von:
  - Loeben, Bomsdorff, Kalckreuth, Rothenburg[7].
- Magdaleny von Kittlitz  (zm. 1588), córki Baltazara II, żony Balthasara Schaffgotscha (ślub 1549)
  - ojcowskie, von: Kittlitz, Promnitz, Knobelsdorff, Lamminger
  - matczyne, von: Loeben, Schaffgotsch, Bischofswerdt, Schwenckfeld
- dziewczynki von Lest (zm. 1606), córki Abrahama 
  - ojcowskie, von: Lest, Hohberg
  - matczyne, von: Axleben, Stosch.
- dziewczynki von Lest (zm. 1611), córki Abrahama 
  - ojcowskie, von: Lest, Hohberg
  - matczyne, von: Axleben, Stosch.
- dziewczynki von Lest (zm. 1613), córki Abrahama 
  - ojcowskie, von: Lest, Hohberg
  - matczyne, von: Axleben, Stosch.
- Niklausa von Lest (zm. 1672)
  - ojcowskie, von: Lest, Axleben
  - matczyne, von: Tschammer, Schaffgotsch
- Oswalda von Lest (zm. 1685)
  - ojcowskie, von: Lest, Axleben
  - matczyne, von: Tschammer, Schaffgotsch.
- Johannesa von Lest (zm. 1679)
  - ojcowskie, von: Lest, Tschammer
  - matczyne, von: Reibnitz, Nostitz[8].

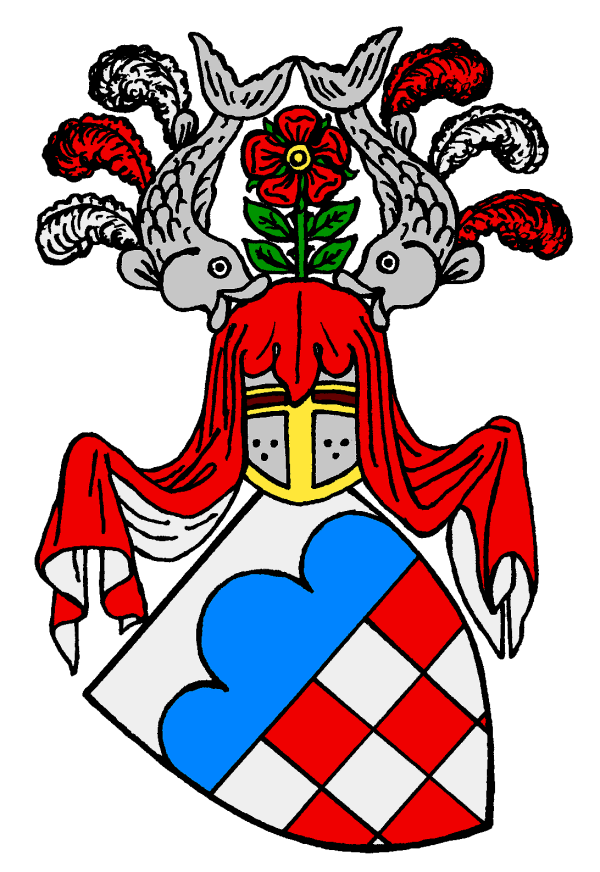
von Hochberg
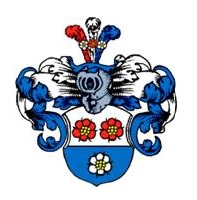
von Lest
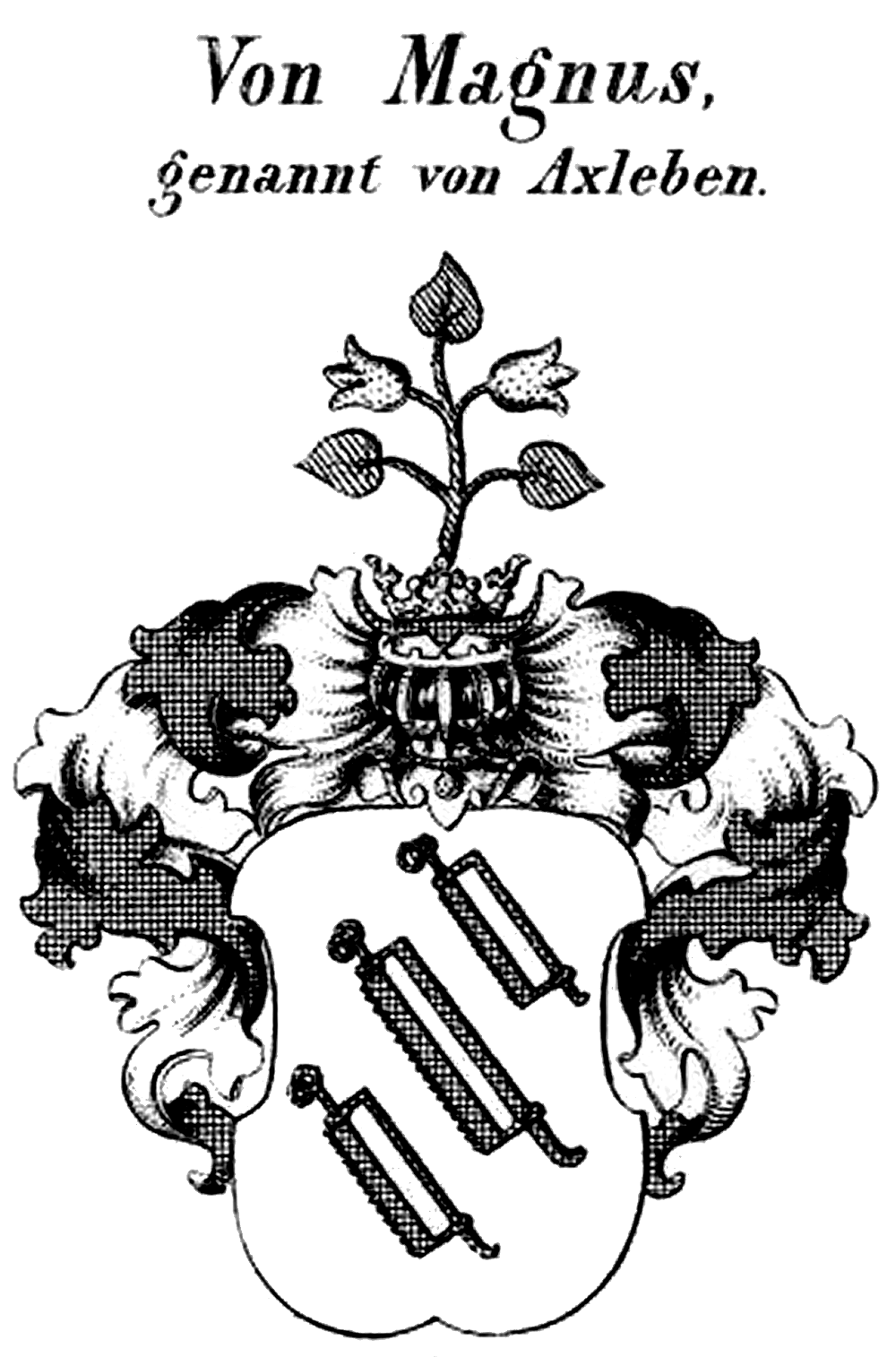
Axleben von Magnus
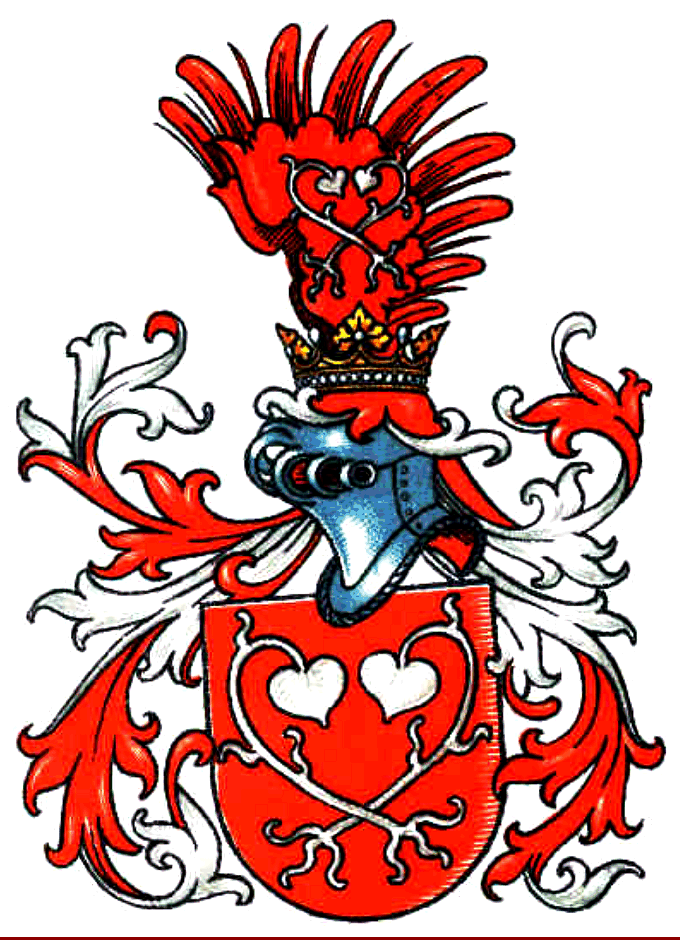
von Stosch